# Blue (Oklahoma)
Blue – jednostka osadnicza w Stanach Zjednoczonych, w stanie Oklahoma, w hrabstwie Bryan.